# Chris Rea
 (avril 2021).
Si vous disposez d'ouvrages ou d'articles de référence ou si vous connaissez des sites web de qualité traitant du thème abordé ici, merci de compléter l'article en donnant les références utiles à sa vérifiabilité et en les liant à la section « Notes et références ».
Pour les articles homonymes, voir Chris et Rea.
Christopher Anton Rea, dit Chris Rea, né le 4 mars 1951 à Middlesbrough (Yorkshire du Nord), est un auteur-compositeur-interprète anglais d'origine italienne et irlandaise.

## Biographie
Il a deux frères et quatre sœurs. Son père, Camillo Rea, était glacier à Guisborough, dans la proche banlieue de Middlesbrough. Dans cette banlieue, « Aller chez Rea's » signifiait aller manger une glace.

### Les débuts
Chris Rea succède à David Coverdale (futur Deep Purple et Whitesnake) dans le groupe Magdalene, et gagne un concours national de jeunes talents en 1975, mais le groupe ne parvient pas à signer un contrat avec une maison de disques. Chris Rea le quitte pour entamer en 1976 une carrière solo et signe alors un contrat avec la maison de disques Magnet. En 1978, il enregistre l'album Whatever Happened to Benny Santini? avec le titre Fool (If You Think It's Over) écrit pour une de ses sœurs, l'album devient disque d'or aux États-Unis.
Le nom de l'album Whatever Happened to Benny Santini? provient du fait que sa première maison de disque lui avait conseillé d'abandonner son vrai nom au profit de "Benny Santini", chose qu'il a refusée.

### La percée européenne

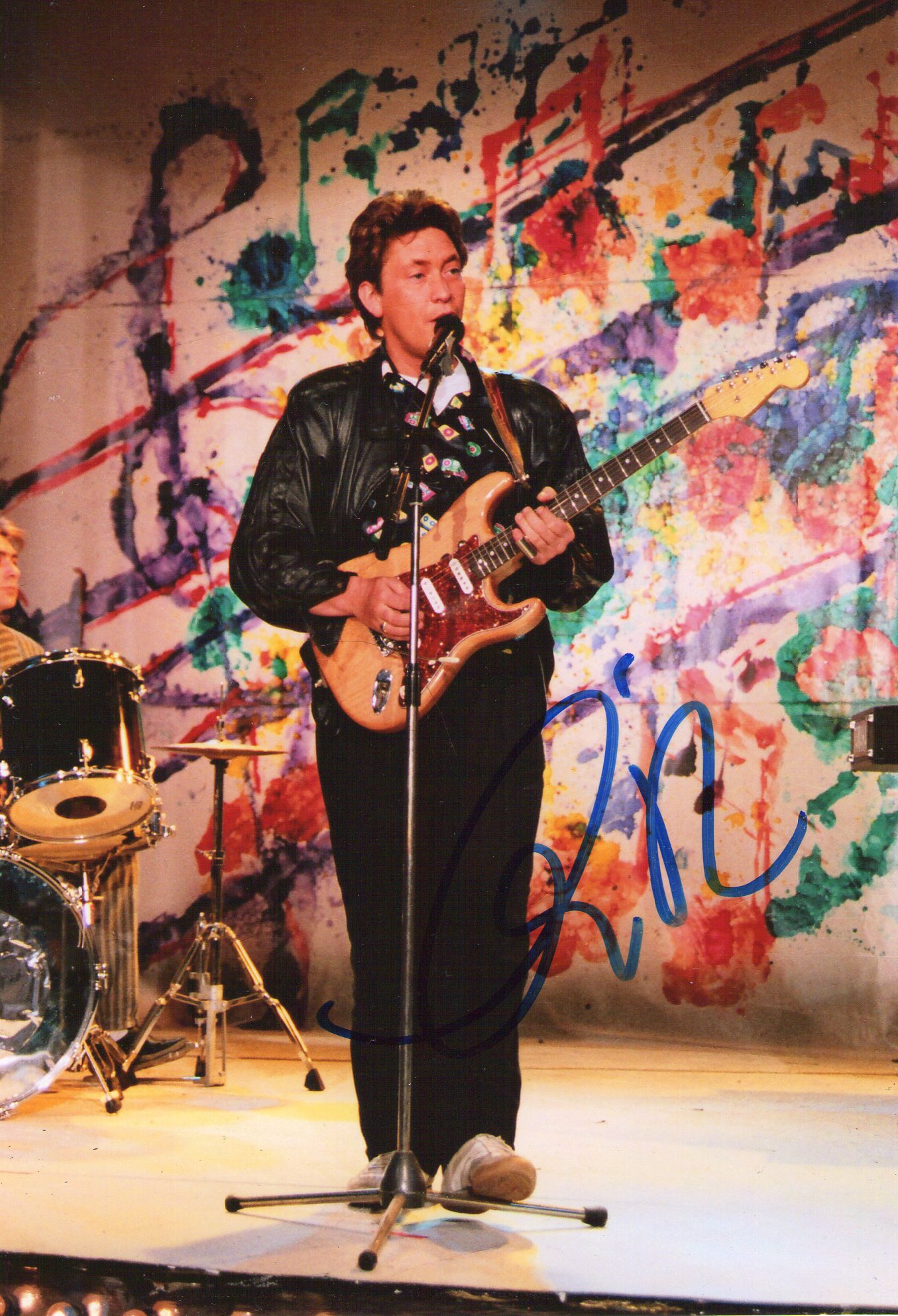
Chris Rea dans les années 1980.

Chris Rea commence par se concentrer sur l'Europe, sortant huit albums dans les années 1980. Les titres Josephine (1985) et On the Beach (1986) ont un grand succès en France. La compilation New Light Through Old Windows (1988) regroupe ses plus grands titres d'alors. Son album suivant l'amène au sommet de sa carrière : The Road to Hell est no 1 dans les hit-parades anglais. Cette popularité européenne ne traverse toutefois pas l'Atlantique, où ses chansons connaissent des résultats plus modestes. L'album suivant, Auberge, trouvera lui aussi son public en Europe.

### AprèsAuberge
En 1991, il compose une chanson pour Johnny Hallyday, True to you. De 1991 à 2005, Chris Rea produit presque chaque année un album. Même s'il ne rencontre pas le même succès, il poursuit enregistrements et tournées.
En 2000, le groupe français de musique électronique Superfunk, associé au chanteur américain Ron Carroll, s'inspire largement dans leur morceau Lucky Star du morceau Joséphine.
En 2001, un remix du titre de Chris Rea On The Beach (1986) rencontre un petit succès sur les pistes de dance.

### Cancer et retour au blues
Après un cancer du pancréas, Chris Rea se promet de revenir aux racines du blues, si jamais sa santé le lui permet après son opération. C'est ce qu'il fait en 2002, avec l'album Dancing Down The Stony Road, résultat de séances d'enregistrement en France et en Angleterre. Une version raccourcie de cet album sortit plus tard sous le titre Stony Road. L'album est suivi d'un DVD du même nom incluant un making-of et l'enregistrement du concert donné au festival de jazz de Montreux.
En 2003, Chris Rea crée son propre label Le Jazzee Blue afin de se libérer de la pression des maisons de disques et de leurs contraintes dans la création.
Il a depuis sorti l'album de blues intitulé Blue Street (Five Guitars), album jazz-blues instrumental contenant un impressionnant jeu de guitare. Plus récemment, The Blue Jukebox est un autre album jazz-blues.
En tant que bluesman, Chris Rea est un musicien fidèle à ses racines. Il a travaillé avec David Knopfler sur deux albums, Wishbones en 2001 et Ship of Dreams en 2004.
Après la sortie d'un coffret de 11 nouveaux CD fin 2005 intitulé Blue Guitars, il entame en février 2006 ce qu'il dit être la dernière tournée de sa carrière.
En 2008, il fait un retour remarqué avec The Return of the Fabulous Hofner Blue Notes, album très travaillé artistiquement que les amateurs considèrent en même temps comme un retour aux sources mais aussi comme un renouveau musical, comme l'atteste la surprenante Russian Roulette. La même année sort une nouvelle compilation intitulée selon l'un de ses titres les plus connus, Fool if You Think it's Over (« Tu es idiot si tu crois que c'est fini »). Certains[Qui ?] l’interpréteront comme l'annonce d'une éventuelle reprise des tournées ou bien de l'élaboration d'un nouvel album.

## Film
Chris Rea s'est investi dans le film Parting shots. Il tient le rôle principal de cette comédie, aux côtés de John Cleese, Bob Hoskins et Joanna Lumley. Chris Rea y joue le rôle d'un homme à qui l'on révèle que le cancer lui laisse six semaines à vivre et qui décide de tuer ceux qui lui ont fait du mal durant sa vie.
Il est l'auteur d'un long-métrage La passione. Le film, dont l'action se situe au début des années 1960, s'articule autour de la rencontre passionnelle entre un jeune garçon et l'atmosphère du monde des grands prix de formule un. Ce thème est largement révélateur d'un sujet cher à Chris Rea, lui-même grand passionné de sport automobile. La chanteuse de jazz Shirley Bassey y apparaît. Chris Rea compose lui-même la bande originale de l'œuvre.

## Discographie

### Albums studio
- 1978 : Whatever Happened to Benny Santini?
- 1979 : Deltics
- 1980 : Tennis
- 1981 : Chris Rea
- 1983 : Water Sign
- 1984 : Wired to the Moon
- 1985 : Shamrock Diaries
- 1986 : On the Beach
- 1987 : Dancing with Strangers
- 1989 : The Road to Hell
- 1991 : Auberge
- 1992 : God's Great Banana Skin
- 1993 : Espresso Logic
- 1996 : La passione
- 1998 : The Blue Cafe
- 1999 : The Road to Hell: Part 2
- 2000 : King of the Beach
- 2002 : Stony Road
- 2003 : Blue Street (Five Guitars)
- 2003 : Hofner Blue Notes
- 2004 : The Blue Jukebox
- 2008 : The Return of the Fabulous Hofner Blue Notes
- 2011 : Santo Spirito Blues
- 2017 : Road Songs for Lovers
- 2019 : One Fine Day

### Compilations
- 1988 : New Light Through Old Windows (album remastérisé de ses meilleurs morceaux)
- 1994 : The Best of Chris Rea
- 1998 : Square Peg, Round Hole[1]
- 2001 : The Very Best of Chris Rea
- 2005 : Blue Guitars: A Collection of Songs
- 2006 : The Road To Hell & Back (Live)
- 2008 : Fool if you think it's over
- 2009 : Still So Far To Go... The Best of Chris Rea
- 2020 : ERA 1: As, Bs and Rarities 1978-1984